# Bradenton
La ville de Bradenton (en anglais [ˈbreɪdəntən]) est le siège du comté de Manatee, dans l’État de Floride, aux États-Unis. Elle comptait 54 471 habitants en 2007. 

## Histoire
Elle est le lieu de débarquement de l'expédition de Hernando De Soto, le 30 mai 1539. Hernando De Soto commandait une flotte de neuf galions et débarqua dans la baie de Tampa avec plus de 600 soldats pour entamer un périple de 6 450 km à l'intérieur des terres. L'expédition, qui dura trois ans, fut la première exploration en profondeur du continent nord-américain. Un monument, le De Soto National Memorial, témoigne de cette épopée.
En 1878, le premier bureau de poste de la localité ouvre. Sur proposition du receveur des postes, le lieu est nommé Bradenton en l'honneur du docteur Joseph Braden, dont la maison fortifiée fut le refuge des premiers colons lors d'attaques des indigènes de la région. Par erreur, la ville est appelée Braidentown jusqu'en 1903, lorsque Bradentown devient une municipalité. En 1924, la ville adopte son nom actuel, Bradenton sans « w ».
Située sur les berges du fleuve Manatee, à 18 km au nord de Sarasota, et traversée par la route US-41, Bradenton offre une ambiance plus commerciale que celle de sa voisine du sud.
S'y trouve la Nick Bollettieri Tennis Academy, célèbre camp d'entraînement entièrement destiné au tennis fondé en 1978 par Nick Bollettieri. De nombreux grands champions y sont passés au cours des années.

## Économie
Après la guerre de Sécession, la région de Bradenton connut une période de croissance et de prospérité. La création du premier bureau de poste, en 1878, marqua le début d'un boom immobilier qui se prolongea jusqu'à la crise économique de 1929. Au lendemain de la Seconde Guerre mondiale, l'agriculture (tomates, agrumes), déjà bien établie, connut un regain d'activité. Aujourd'hui, construction navale et tourisme jouent un rôle vital dans l'économie locale.
La société Tropicana, un des plus importants producteurs mondiaux de jus d'orange, fut fondée à Bradenton en 1947 par Anthony T. Rossi, un immigrant italien. L'entreprise comptait plus de 8 000 employés en 2004, depuis 1998, elle appartient au groupe PepsiCo. En 2003, le siège de la société Tropicana a été déplacé à Chicago lorsque PepsiCo décida de restructurer sa division boissons lors du rachat de Gatorade, mais la production est, elle, restée à Bradenton.
Champs Sports, une chaîne de distribution de vêtements de sport, a son siège à Bradenton.
Bradenton a été particulièrement touchée par la crise immobilière américaine, comme le rapporte CNN, projetant une perte de valeur proche de 25 % pour l'immobilier de milieu de gamme pour le troisième trimestre de 2008.

## Démographie
| 1910  | 1920  | 1930  | 1940  | 1950   | 1960   |
| ----- | ----- | ----- | ----- | ------ | ------ |
| 1 886 | 3 868 | 5 986 | 7 444 | 13 604 | 19 380 |

| 1970   | 1980   | 1990   | 2000   | 2010   | - |
| ------ | ------ | ------ | ------ | ------ | - |
| 21 040 | 30 228 | 43 779 | 49 504 | 49 546 | - |

## Sport
Bradenton accueille le club de baseball des Bradenton Marauders évoluant dans la Florida State League. Ils sont affiliés aux Pittsburgh Pirates de la MLB.
En 2019, a accueilli une étape du championnat de l'homme le plus fort du monde.